# Frédéric Sy
| Odkryte planetoidy: 2 | Odkryte planetoidy: 2 |
| --------------------- | --------------------- |
| (858) El Djezaïr      | 26 maja 1916          |
| (859) Bouzaréah       | 2 października 1916   |

Frédéric Sy (ur. 1861, zm. ?) – francuski astronom.
W latach 1879–1887 pracował w Obserwatorium Paryskim, zajmując się obliczeniami, a w latach 1887–1918 w obserwatorium w Algierze jako asystent. W trakcie pobytu w Algierze przeprowadził liczne obserwacje komet i planetoid. Odkrył dwie planetoidy. Współpracował m.in. z astronomem François Gonnessiatem, który w 1908 roku został dyrektorem obserwatorium w Algierze.
Planetoida (1714) Sy została nazwana jego imieniem.